# Ы̄ (слово ћирилице)
Ы̄ ы̄ (искошено: Ы̄ ы̄) је слово ћириличног писма.
Слово "ы̄" се користи у алеутским (беринговски дијалекат), евенкским, мансијским, нанајским, негидалским, улчким и селкупским језицима.

## Слична слова
- Ȳ ȳ : Латинично слово